# Formy poradenské práce
Podle kritéria počtu klientů se rozlišují základní formy poradenské práce na poradenství:
1. individuální
2. skupinové
3. hromadné

## Individuální poradenství
Individuální poradenství je založeno na vztahu klienta a poradce, který mezi sebou vytvoří. Tento vztah je založený na důvěře, pochopení a vzájemné akceptaci. Mezi výhody individuálního poradenství patří větší šance při zapojení klienta a větší důraz na jeho aktivitu, možnost konzultace a návrhů řešení jeho specifické situace. Nevýhodou se může stát vznik neprofesionálního vztahu.

## Skupinové poradenství
Tato forma závisí na interakci mezi klienty a poradcem i mezi klienty samými. Skupina na své členy působí prostřednictvím vytvořených a přijatých skupinových norem a jejich nedodržování je skupinou sankcionováno. Účinnými technikami skupinového poradenství jsou přednáška, řízená diskuse, prezentace, skupinová práce, hraní rolí, brainstorming, případové studie (tj. kazuistika) a seznamovací hry.
Účinky skupiny na klienta jsou: zlepšení komunikace, komunikace citových prožitků, prožitek katarze (tj. vnitřní očista), korektivní rekapitulace prožitků, korektivní sociální zkušenost, schopnost přijímat odpovědnost, rozvoj sociálních dovedností, zkoušení nových forem chování, získávání informací a pocit sounáležitosti.

### Dělení skupin
podle velikosti
- malá skupina – 3-15 členů
- střední skupina – 16-30 členů
- velká skupina – nad 30 členů

podle pohybu členů ve skupině
- uzavřená skupina – nepřibírají nové členy, většinou dopředu definované cíle, časově strukturovaný program
- otevřená skupina – noví členové volně přicházejí, ti, kteří už nepotřebují pomoc odcházejí, není jasně ohraničená časová ani obsahová struktura

odlišnost či podobnost členů skupiny
- homogenní skupina – příbuzné charakteristiky (věk, pohlaví, stav, profese, problém,..)
- heterogenní skupina – rozdílné charakteristiky

### Role poradce
Skupinové poradenství se liší mírou ovlivnění klientů poradce, mírou jeho zásahu do strukturace skupinových vztahů a mírou zapojení do skupinového dění. Podle toho se rozdělují role poradce:
- role experta - poradce využívá svých znalostí a zkušeností, dává rady, komentuje kvalitu navrhovaných řešení. Rizikem se může stát závislost klienta na někom moudřejším.
- role režiséra - poradce aktivně strukturuje skupinovou práci, má zodpovědnost za dění ve skupině. Rizikem se může stát, že klienti se neučí přebírat zodpovědnost.
- role facilitátora - poradce ulehčuje členům skupiny sebeotvírání. Vytváří příjemné prostředí důvěry a spolupráce a zodpovědnost za dění ponechává členům skupiny.
- role účastníka - poradce se reprezentuje autenticky. Rizikem může být správné odhadnutí osobního angažování se.
- role pozorovatele - poradce stojí mimo dění ve skupině, vyhýbá se interakci, komentuje jen nevyhnutelně. Rizikem se stává fakt, jak členové skupiny přijmou, že je někdo sleduje.

## Hromadné poradenství
Poslední formou je hromadné poradenství, toto poradenství je orientováno na větší skupiny lidí, kterými nemusí být pouze klienti poradenství, ale také lidé z jejich nejbližšího sociálního okolí. Hlavním cílem tohoto poradenství je prostřednictvím podaných informací vyvolat změny v postojích, v chování, motivovat klienty a osoby jim blízké. Používá se zejména v preventivním intervenčním působení.